# (35215) 1994 SH9
1994 SH9 (asteroide 35215) é um asteroide da cintura principal. Possui uma excentricidade de 0.05418030 e uma inclinação de 2.31038º.
Este asteroide foi descoberto no dia 28 de setembro de 1994 por Spacewatch em Kitt Peak.